# 1669
1669 (MDCLXIX) je bilo navadno leto, ki se je po gregorijanskem koledarju začelo na torek, po 10 dni počasnejšem julijanskem koledarju pa na petek.

## Dogodki
- 11. marec - izbruhne vulkan Etna. Izbruh uniči mesto Nicolosi in povzroci smrt 20.000 ljudi.

## Rojstva
- 2. februar - Louis Marchand, francoski organist in harpsikordist († 1732)
- 26. maj - Sébastien Vaillant, francoski botanik († 1722)
- 2. avgust - Mahmud I., sultan Osmanskega cesarstva († 1754)
- 24. avgust - Alessandro Marcello, italijanski skladatelj († 1747)

Neznan datum
- Kada no Azumamaro, japonski šintoistični učenjak († 1736)

## Smrti
- 10. marec - John Denham, angleški pesnik (rojen 1615)
- 14. maj - Georges de Scudéry, francoski pisatelj (rojen 1601)
- 4. oktober - Rembrandt Harmenszoon van Rijn, nizozemski slikar in grafik (rojen 1606)
- november - Arnold Geulincx, flamski teolog in filozof (* 1624)